# Belgische kampioenschappen atletiek 1904
In 1904 vonden de Belgische kampioenschappen atletiek Alle Categorieën plaats op 3 juli op de wielerbaan van Ter Kameren in Brussel. Er werden alleen kampioenschappen voor mannen georganiseerd.
Tijdens deze kampioenschappen verbeterde Raymond De Vos het Belgisch record bij het hoogspringen tot 1,62 m en Emile Hautekeet dat van de 110 m horden tot 16,6 s.

## Uitslagen
| Onderdeel    | Atleet          | Prestatie |
| ------------ | --------------- | --------- |
| 100 m        | Marc Gripari    | 11,4 s    |
| 400 m        | Marc Gripari    | 52,2 s    |
| 1 mijl       | Jules Lesage    | 4.36,6    |
| 110 m horden | Emile Hautekeet | 16,6 s    |
| hoogspringen | Raymond De Vos  | 1,62 m    |
| verspringen  | H. Johnson      | 5,93 m    |
| kogelstoten  | Henri Hubinon   | 10,63 m   |

1889 · 
1890 · 
1891 · 
1892 · 
1893 · 
1894 · 
1895 · 
1896 · 
1897 · 
1898 · 
1899 · 
1900 · 
1901 · 
1902 · 
1903 · 
1904 · 
1905 · 
1906 ·
1907 ·
1908 · 
1909 · 
1910 · 
1911 · 
1912 · 
1913 · 
1914 · 
1919 · 
1920 · 
1921 · 
1922 · 
1923 · 
1924 · 
1925 · 
1926 · 
1927 · 
1928 · 
1929 · 
1930 · 
1931 · 
1932 · 
1933 · 
1934 · 
1935 · 
1936 · 
1937 · 
1938 · 
1939 · 
1940 · 
1941 · 
1942 · 
1943 · 
1944 · 
1945 · 
1946 · 
1947 · 
1948 · 
1949 · 
1950 · 
1951 · 
1952 · 
1953 · 
1954 · 
1955 · 
1956 · 
1957 · 
1958 · 
1959 · 
1960 · 
1961 · 
1962 · 
1963 · 
1964 · 
1965 · 
1966 · 
1967 · 
1968 · 
1969 · 
1970 · 
1971 · 
1972 · 
1973 · 
1974 · 
1975 · 
1976 · 
1977 · 
1978 · 
1979 · 
1980 · 
1981 · 
1982 · 
1983 · 
1984 · 
1985 · 
1986 · 
1987 · 
1988 · 
1989 · 
1990 · 
1991 · 
1992 · 
1993 · 
1994 ·
1995 · 
1996 · 
1997 · 
1998 · 
1999 · 
2000 · 
2001 · 
2002 · 
2003 · 
2004 · 
2005 · 
2006 · 
2007 · 
2008 · 
2009 · 
2010 · 
2011 · 
2012 · 
2013 · 
2014 · 
2015 · 
2016 · 
2017 · 
2018 · 
2019 · 
2020 · 
2021 · 
2022 · 
2023 · 
2024